# Rhinogekko
Rhinogekko — рід геконоподібних ящірок родини геконових (Gekkonidae). Представники цього роду є ендеміками Ірану і Пакистану.

## Види
Рід Rhinogekko нараховує 2 види:
- Rhinogekko femoralis (Smith, 1933)
- Rhinogekko misonnei de Witte, 1973

## Етимологія
Наукова назва роду Rhinogekko походить від сполучення слова дав.-гр. ῥις — ніс, писок і наукової назви роду Gekko Laurenti, 1768.